# Gorodki

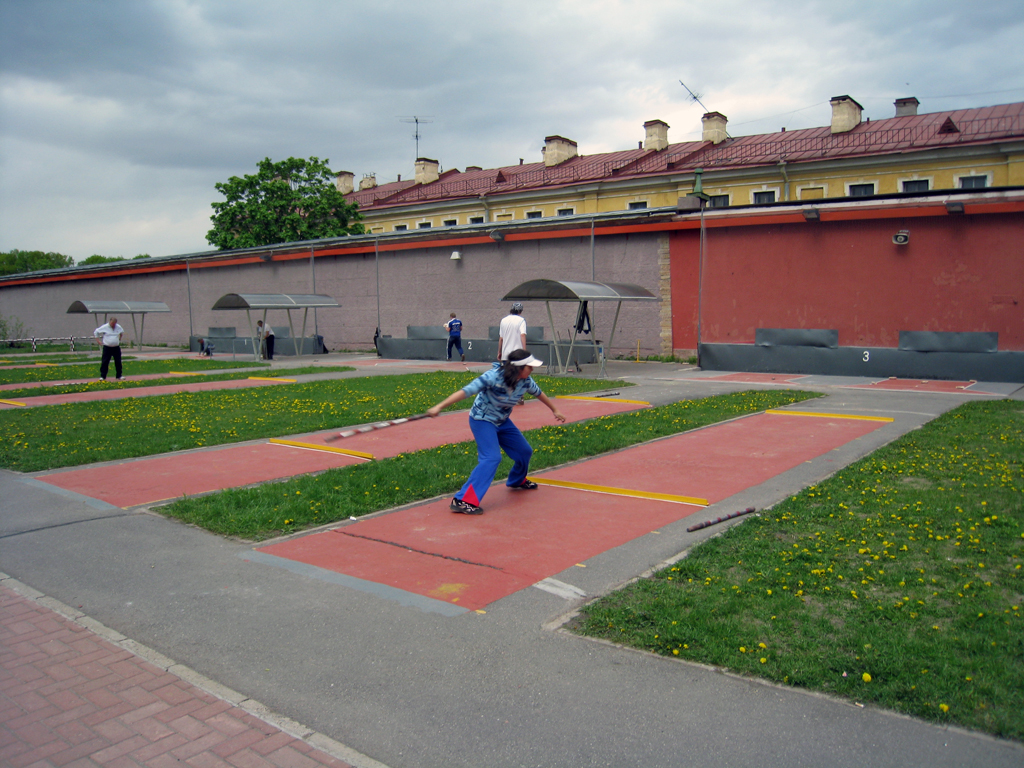
Teren do gry w gorodki w Petersburgu.

Gorodki, miasteczka (ros. Городки) – ludowa gra sportowa, zbliżona do gry w kręgle. Popularna szczególnie w Rosji, Finlandii, Szwecji, Estonii i na Litwie.

## Zasady
Gra odbywa się w kwadratowym polu tzw. mieście (ros. город – gorod) o boku 2 m. Celem jest trafienie kijem (nie dłuższym niż 1 m i o średnicy 3–3,5 cm) z określonej odległości (tzw. kon – 13 m, lub polukon – 6,5 m) pięciu drewnianych, cylindrycznych klocków (tytułowe gorodki czyli ros. miasteczka) o wymiarach 20 cm × 4,5–5 cm. Są one ułożone w piętnaście różnych kombinacji. Ułożenia te i ich kolejność są ściśle określone. Początkowo rzuty wykonuje się z konu, ale wybicie przynajmniej jednego klocka-gorodka z obszaru miasta-gorodu pozwala zawodnikowi (lub drużynie) na kolejne rzuty z polukonu. Rzuty wykonuje się do chwili wybicia wszystkich gorodków poza gorod przez zawodników/drużyny, a następnie ustawia się kolejną konfigurację klocków. Każdy gracz ma 30 sek. na oddanie swojego rzutu (w grze drużynowej może wykonać dwa, po czym ustępuje pola koledze z zespołu). Zwycięzcą zostaje gracz/drużyna, któremu uda się wybić wszystkie kombinacje mniejszą ilością rzutów w dwóch rundach (przy remisie 1:1 rozgrywa się trzecią rundę).
Dodatkowym utrudnieniem są tzw. rzuty stracone (faule). Rzut stracony ma miejsce wówczas gdy:
- kij dotknął linii faulu lub ziemi przed linią (obszar długości 1 m przed miastem-gorodem);
- gracz w trakcie rzutu lub bezpośrednio po nim przeszedł linię konu lub polukonu;
- rzucający gracz przekroczy stopą linię boczną pola gry;
- zawodnik przekroczy limit 30 sek. na przygotowanie rzutu.

Jeśli dojdzie do faulu, klocki tworzące miasteczka wracają na swoje miejsce, a rzutu nie można powtórzyć.

## Kombinacjegorodków
Gra rozgrywana jest w następującej kolejności:

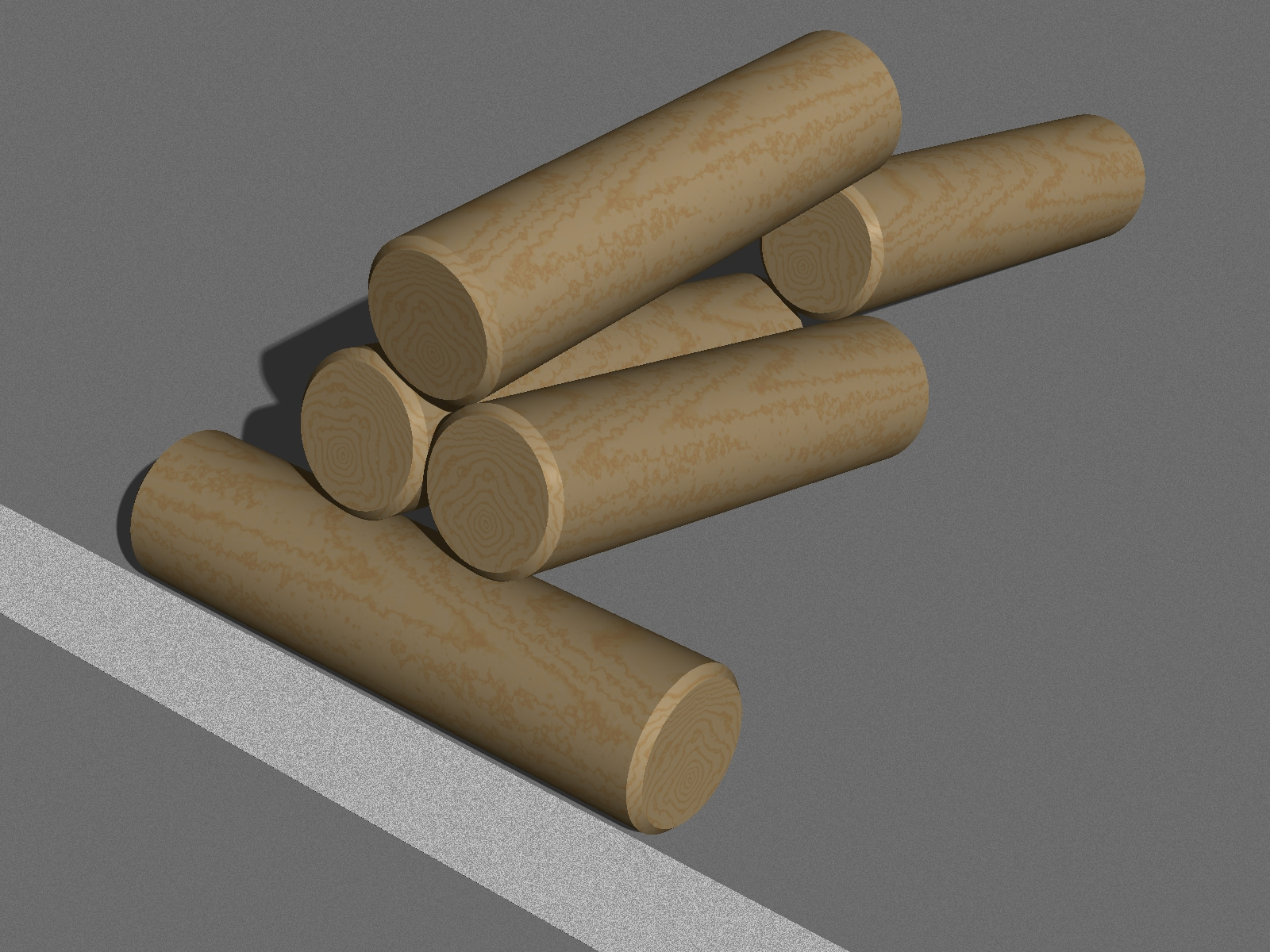
Armata
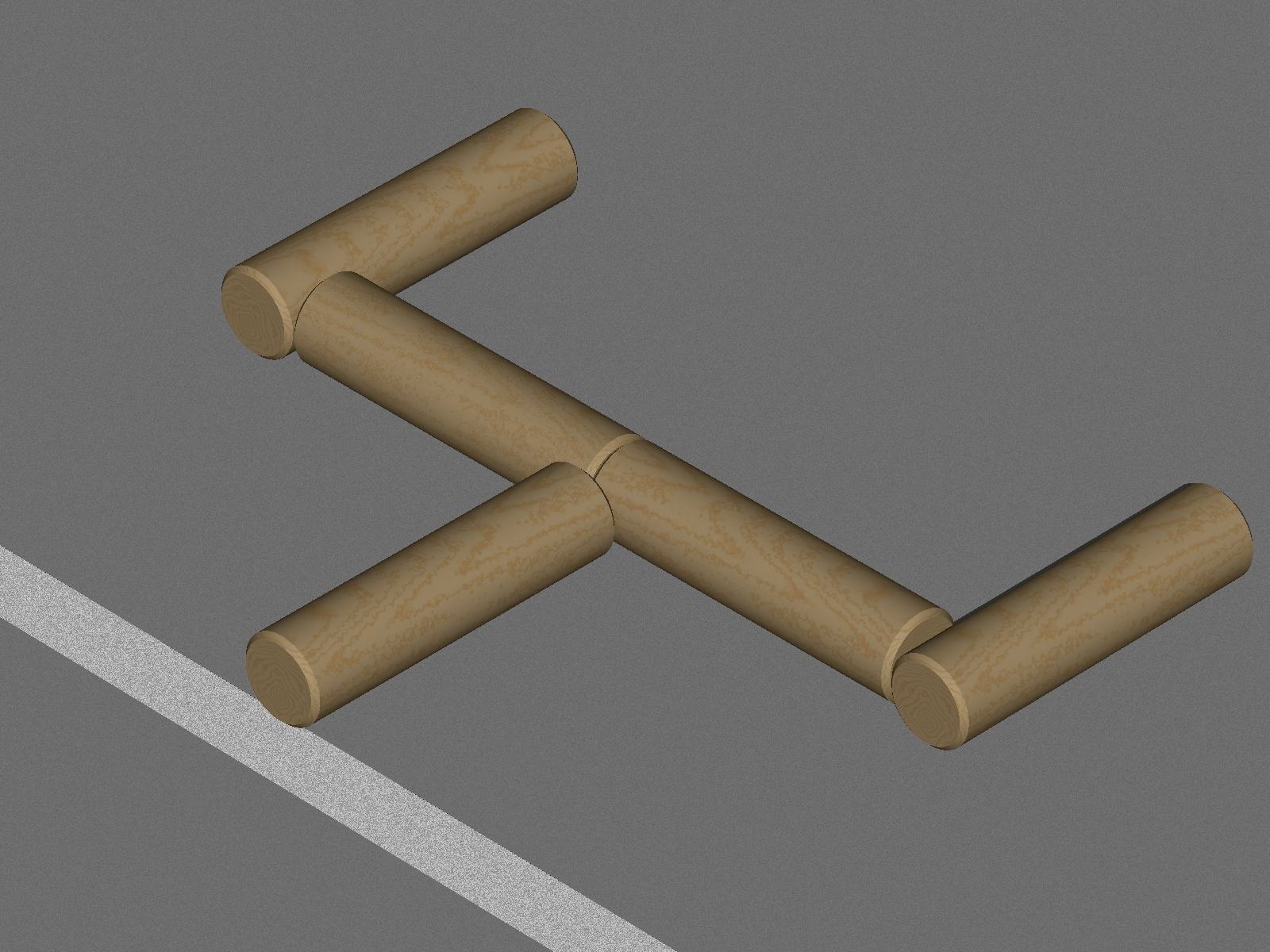
Widelec
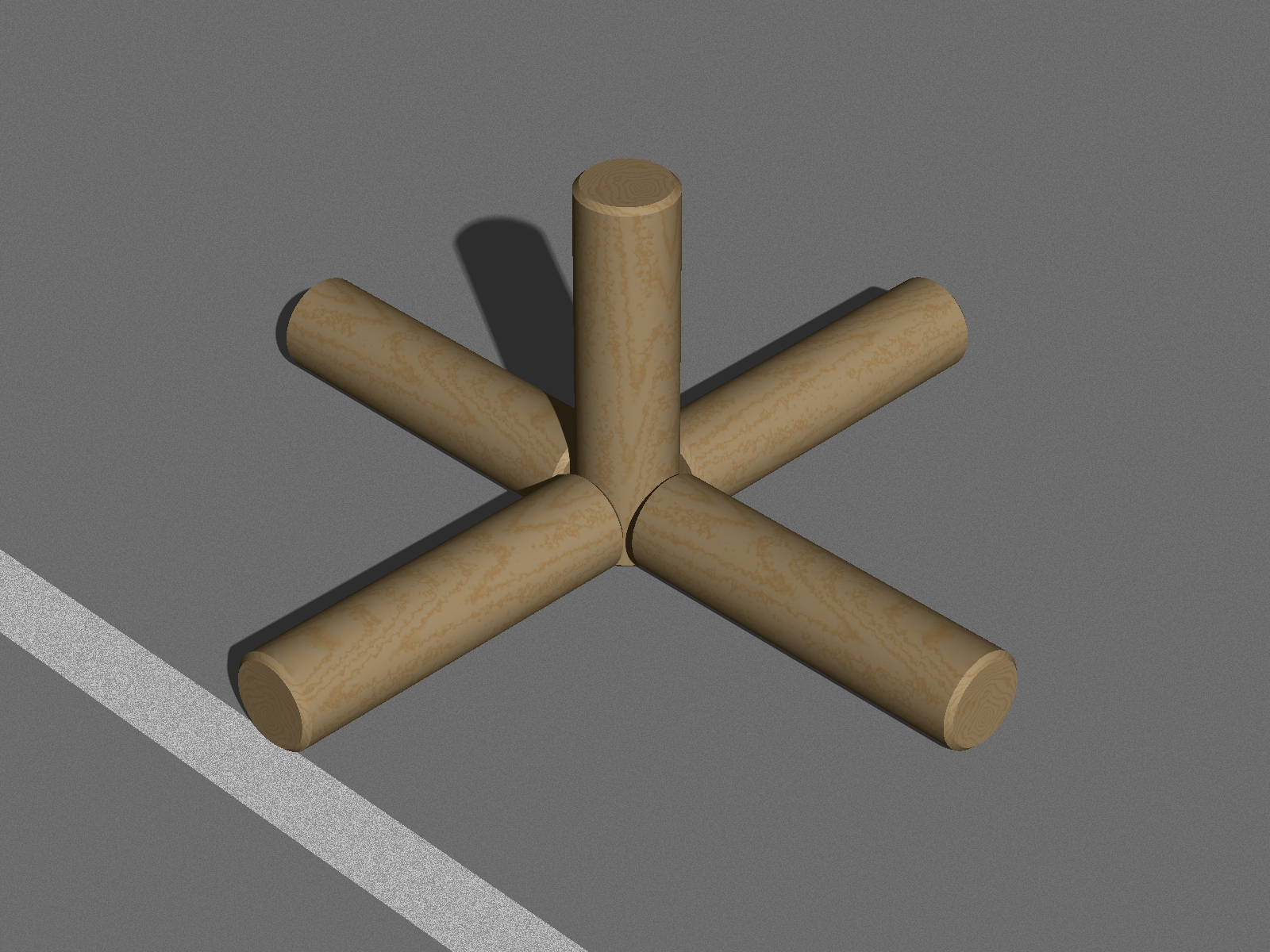
Gwiazda
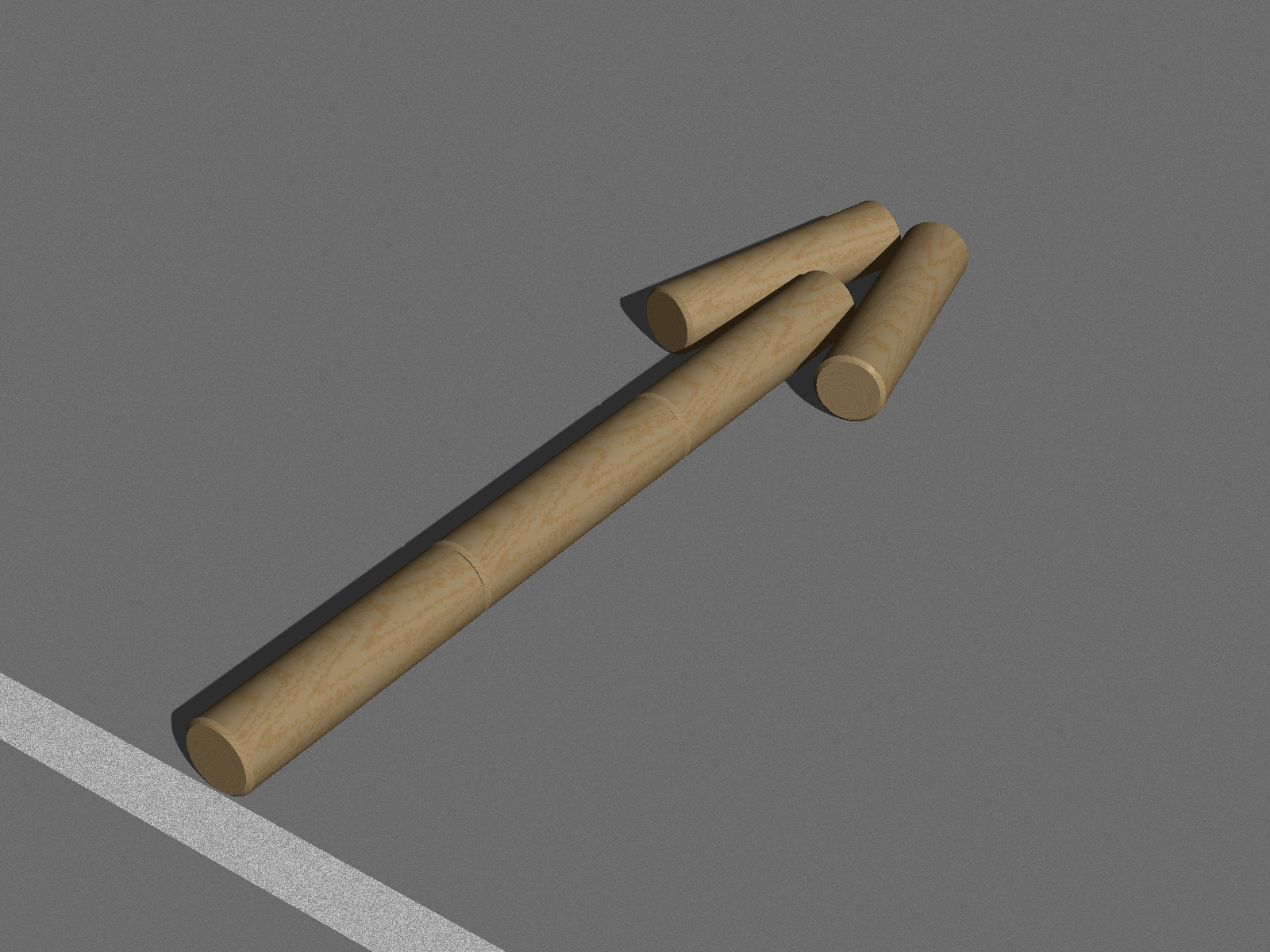
Strzała
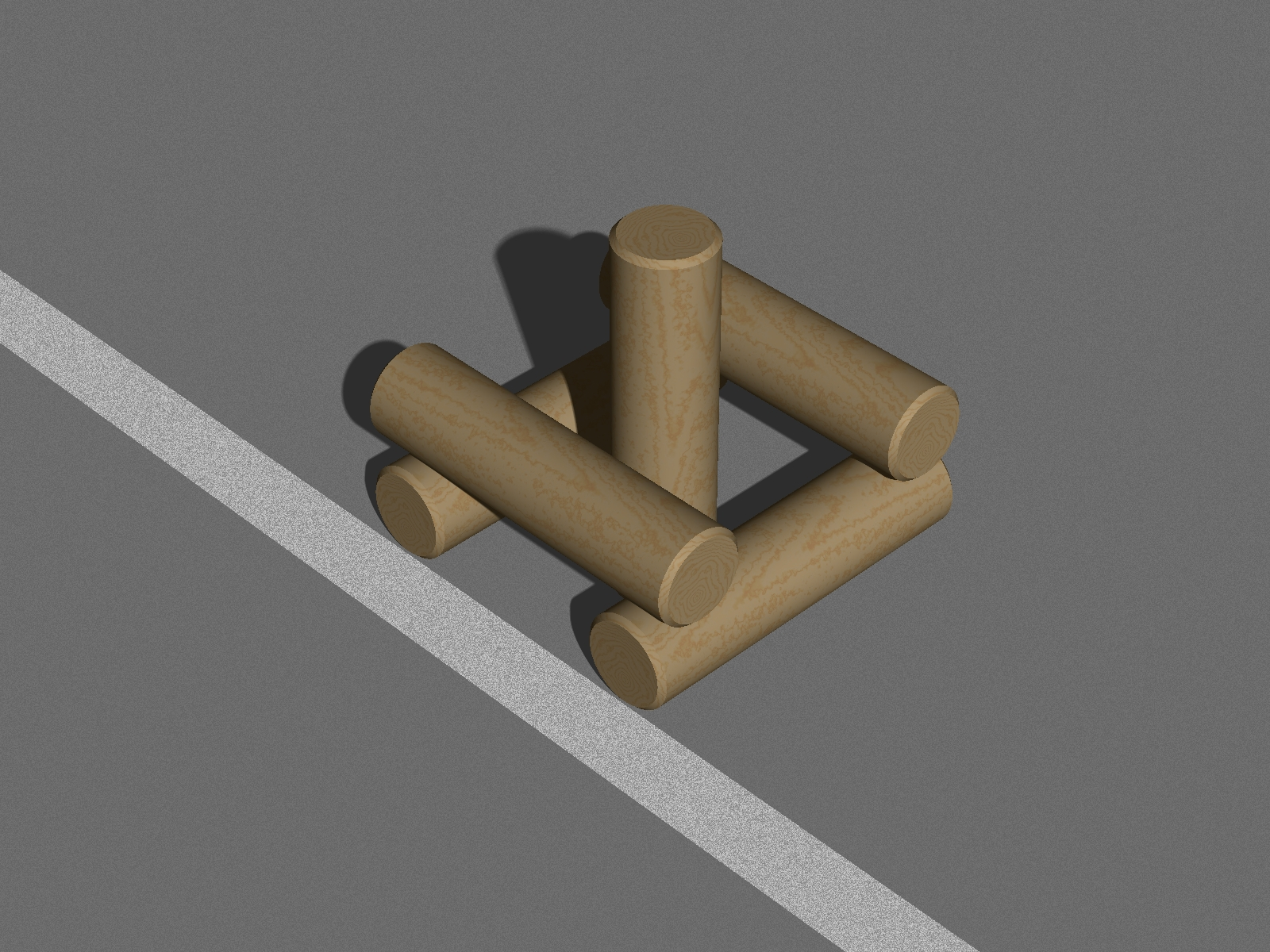
Studnia
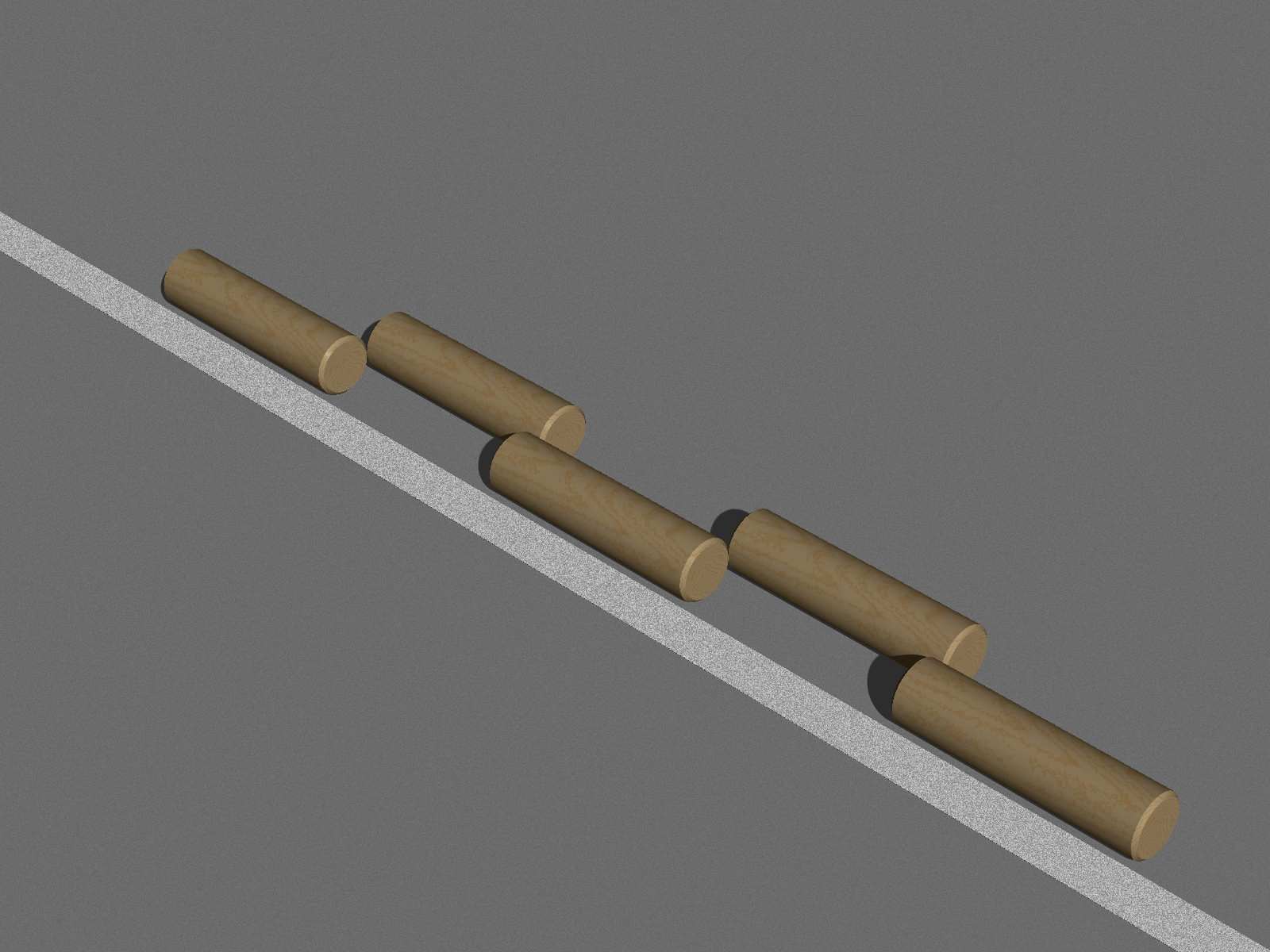
Wał korbowy
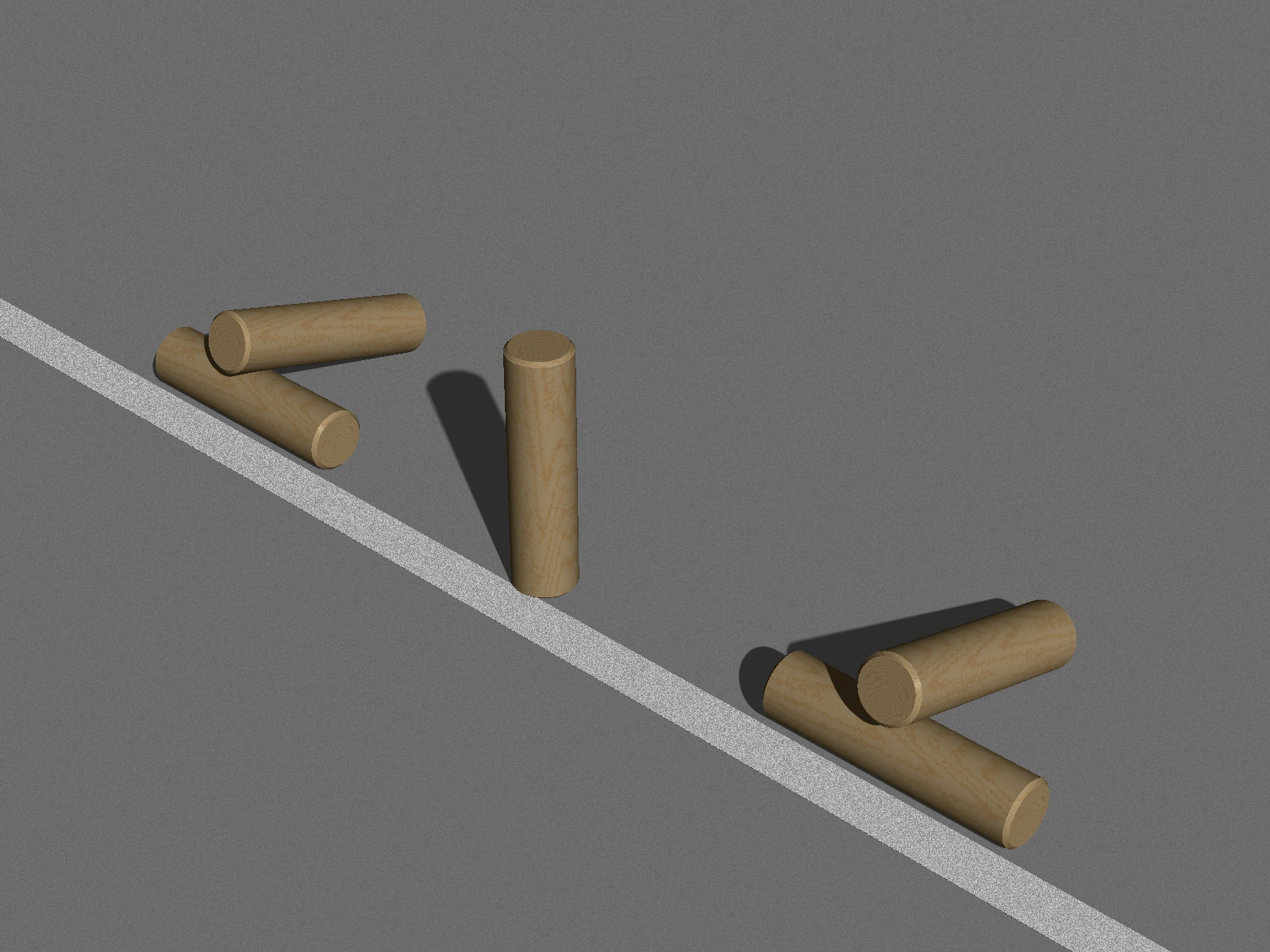
Artyleria
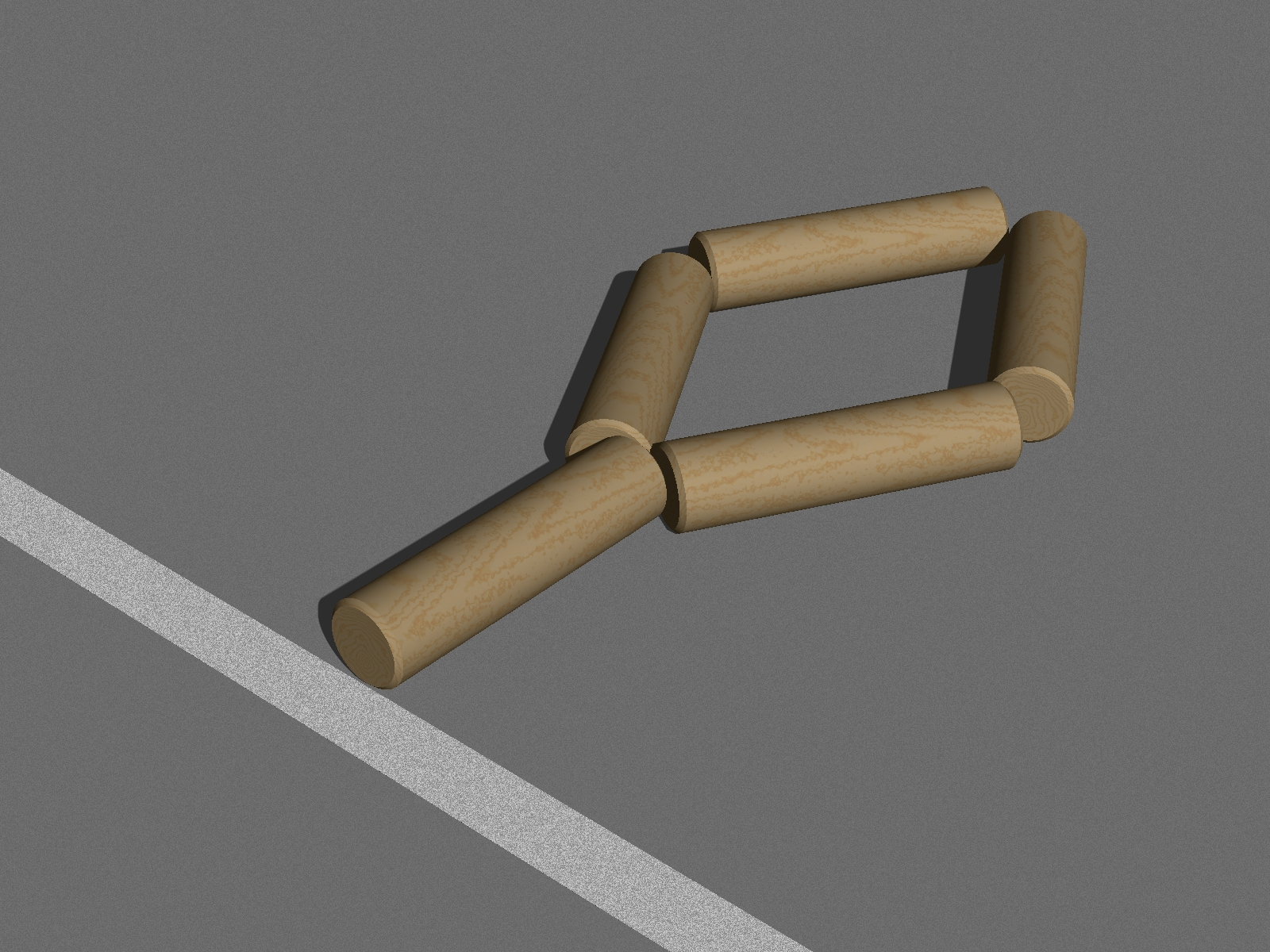
Rakieta/paletka
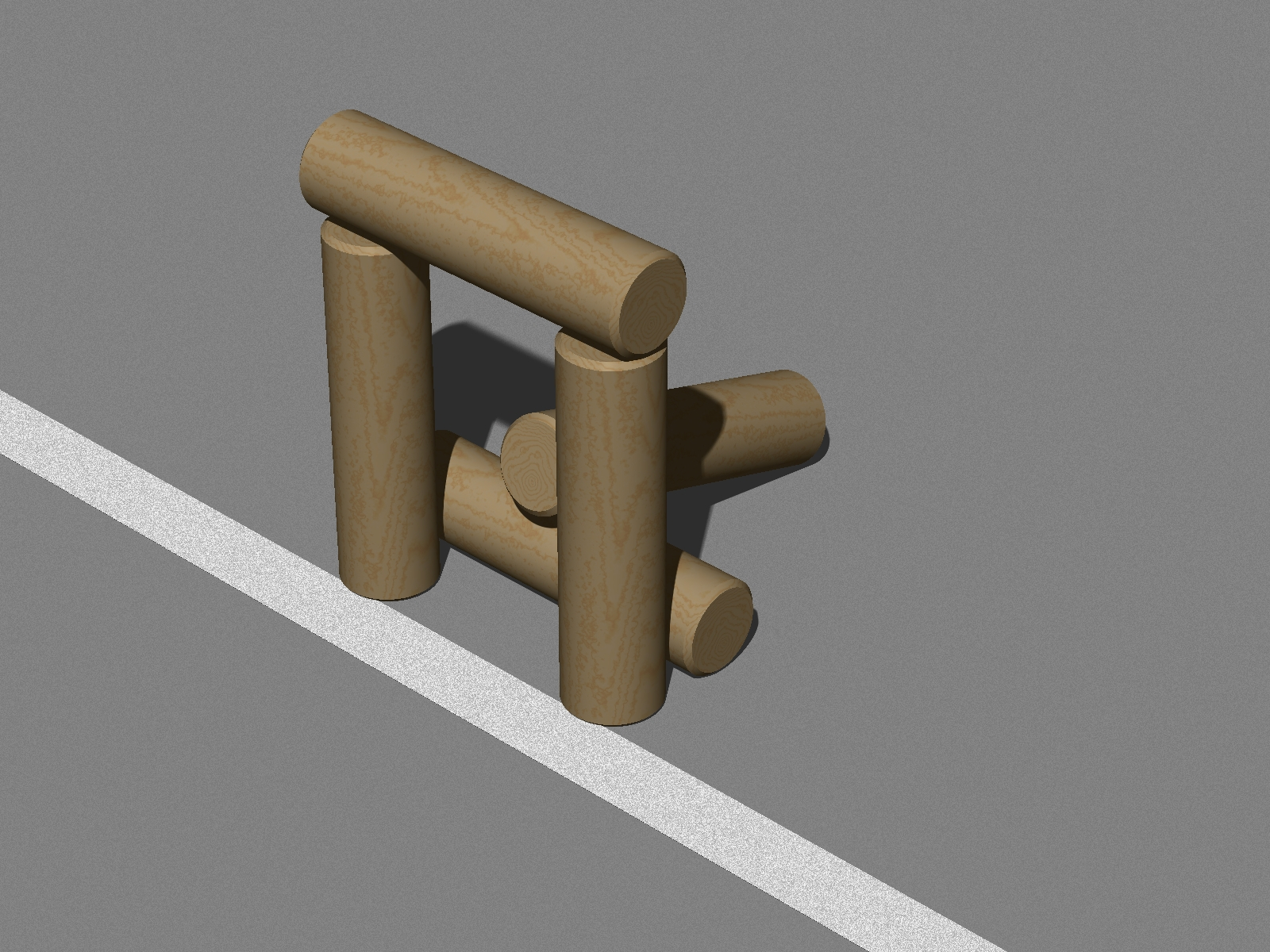
Karabin maszynowy (pierwotna nazwa to „dziewczyna w oknie”)
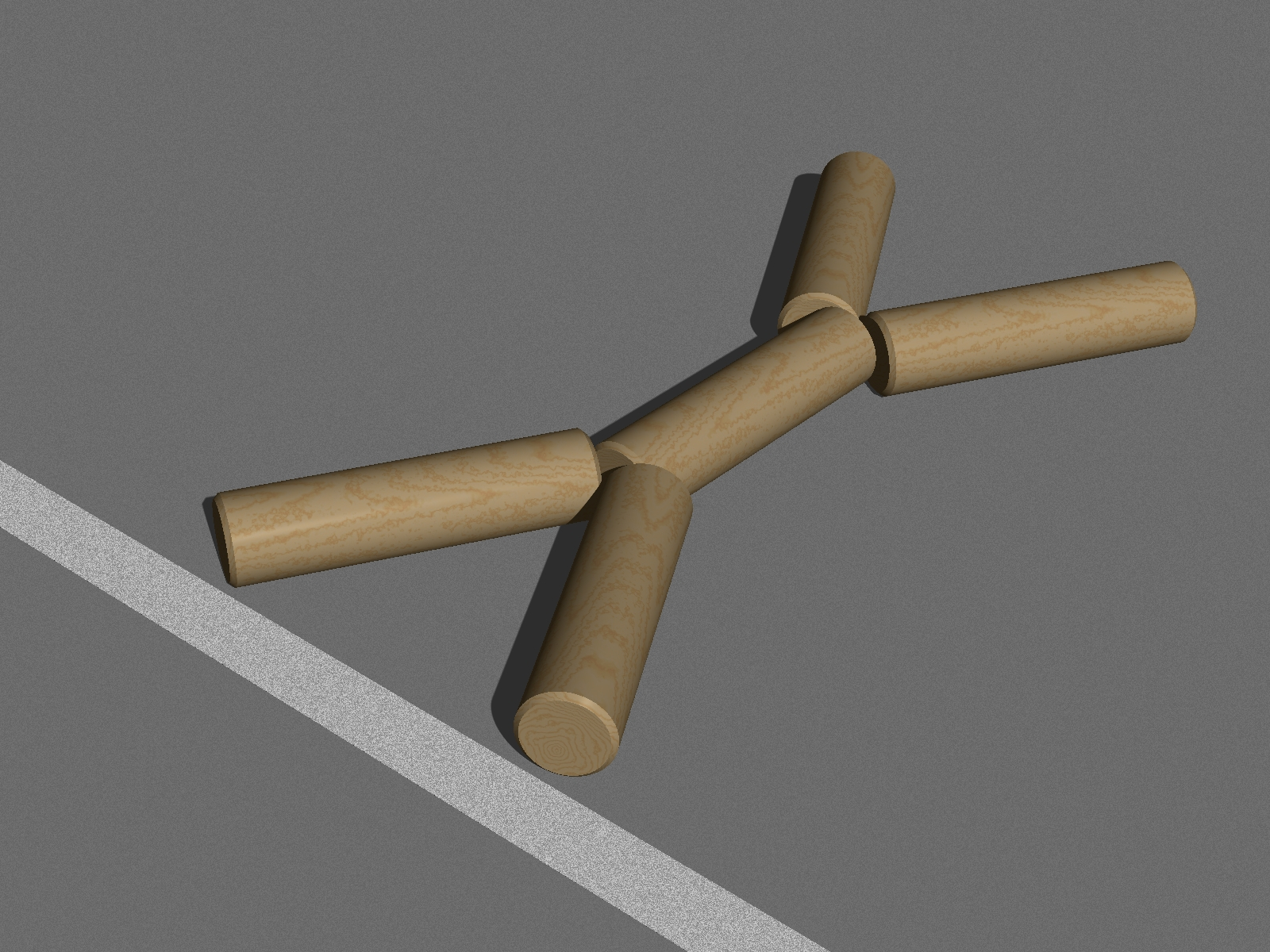
Rak/krab
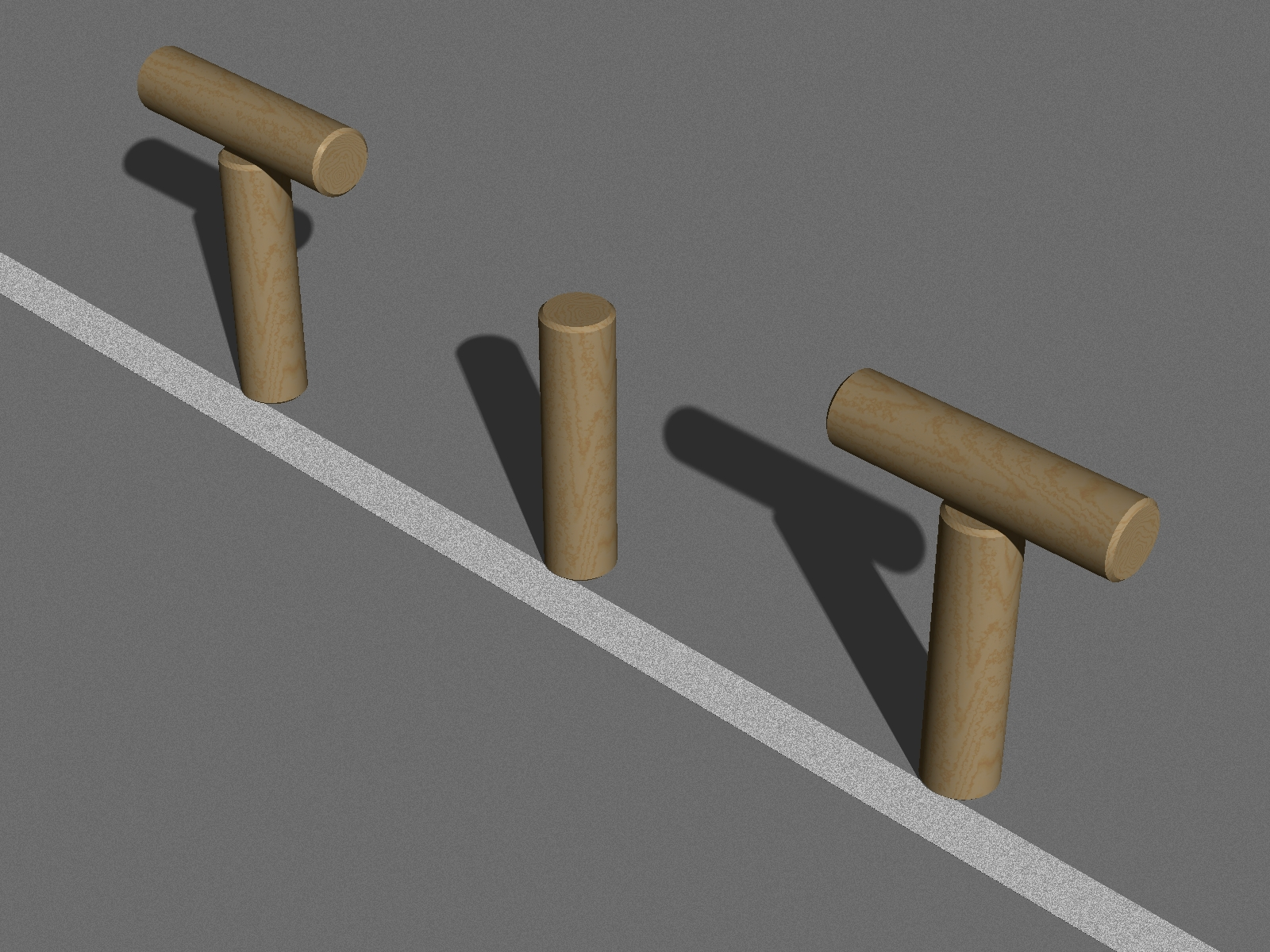
Strażnicy
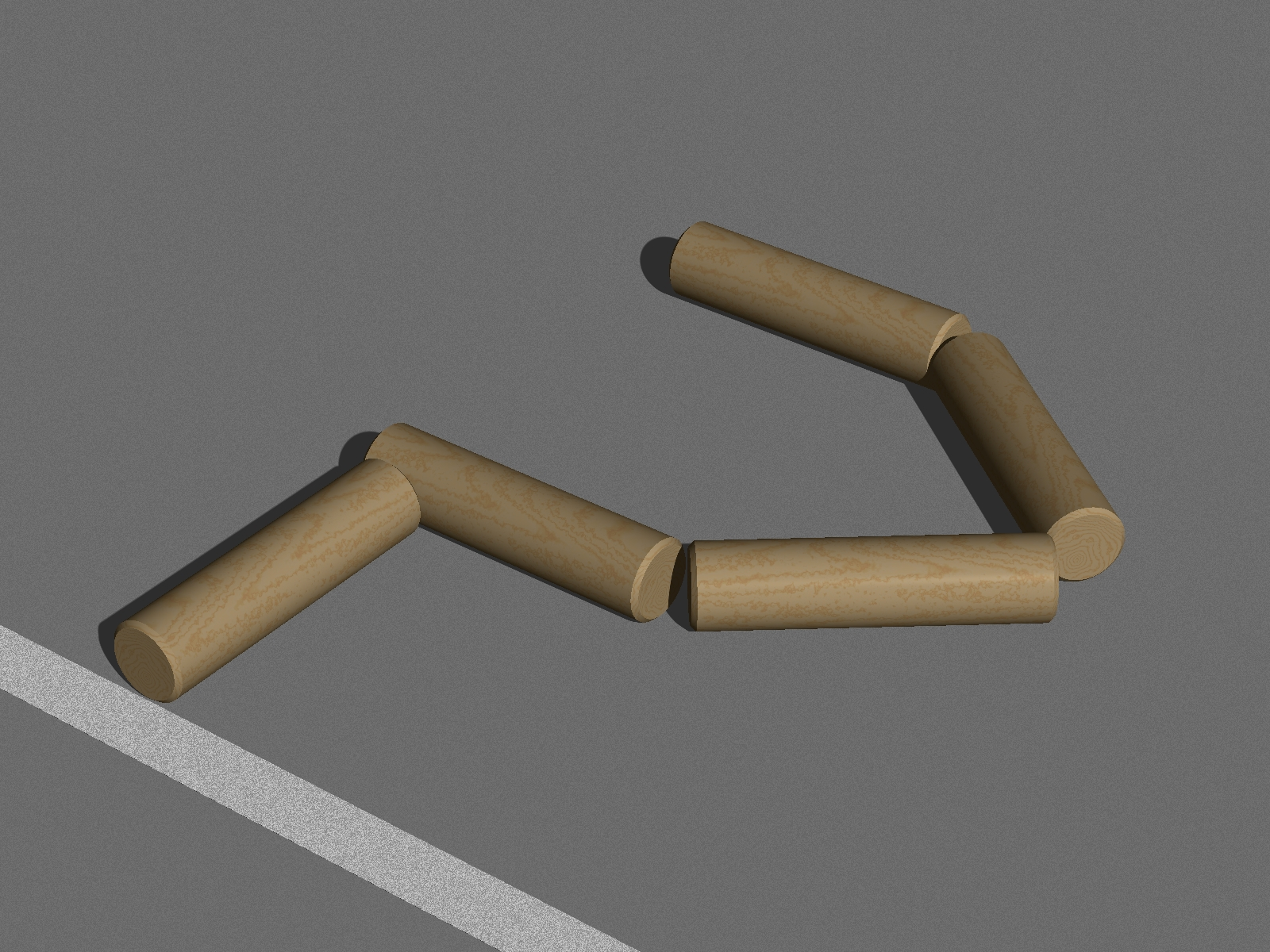
Sierp
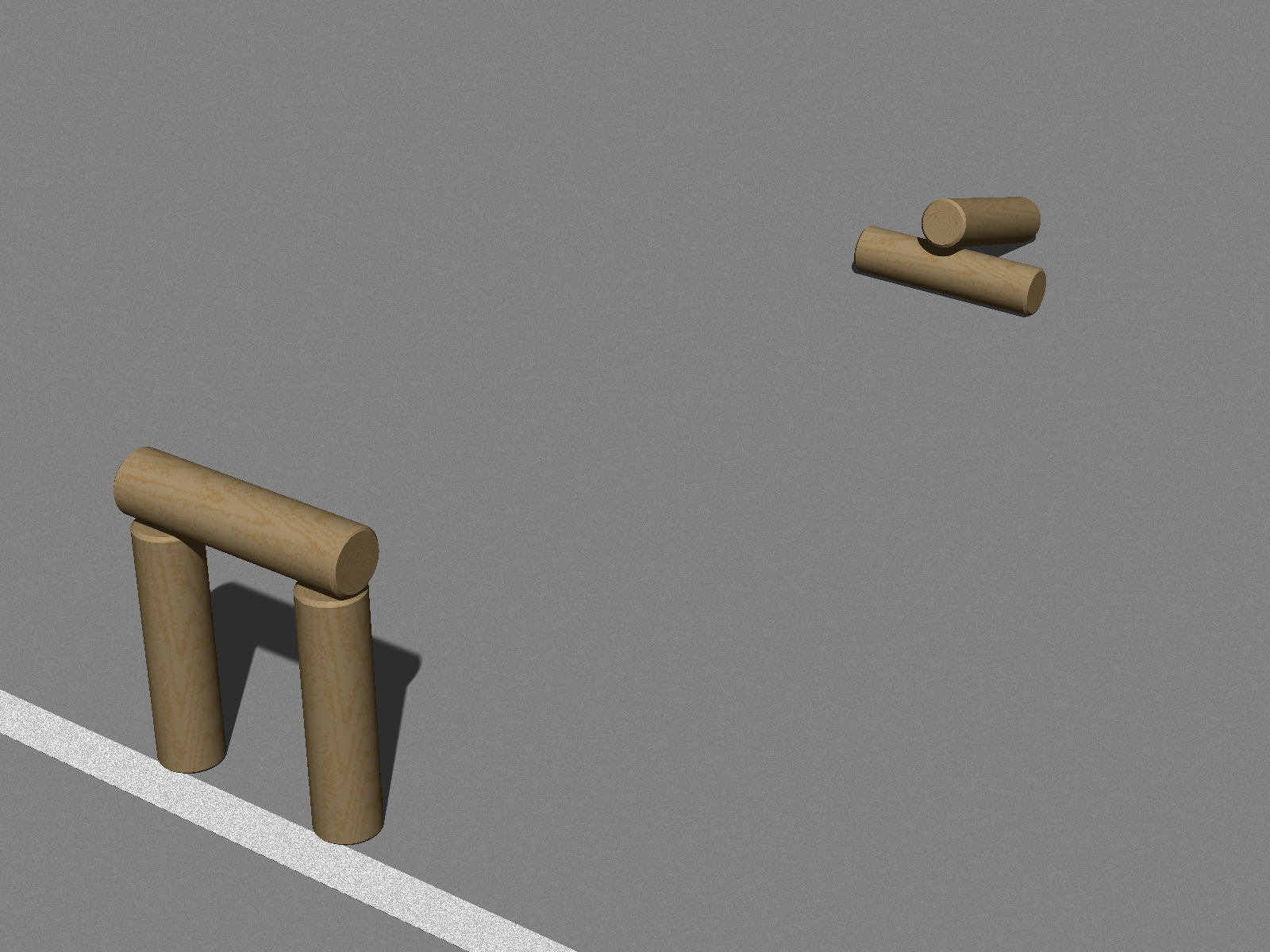
Strzelnica
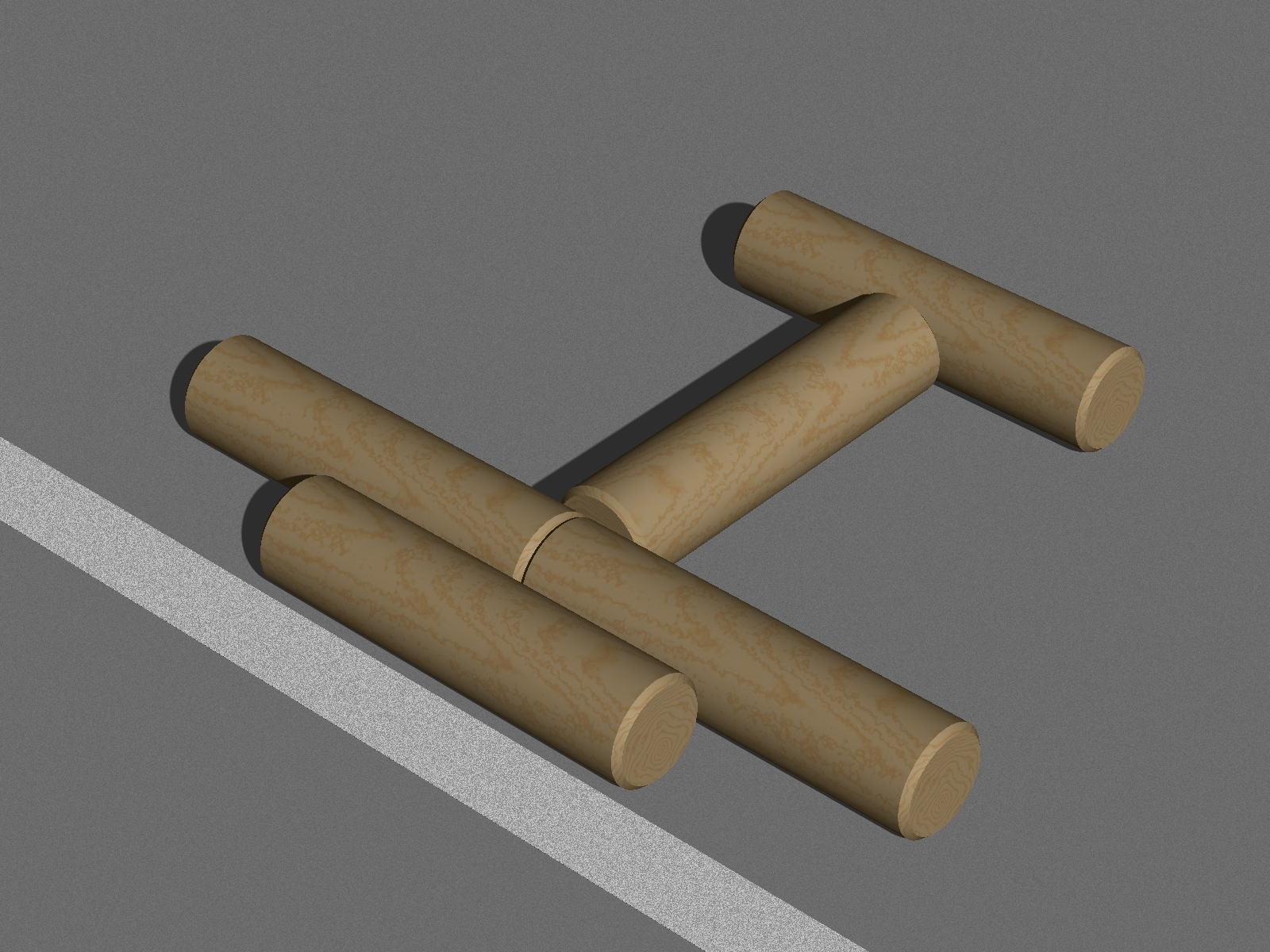
Samolot
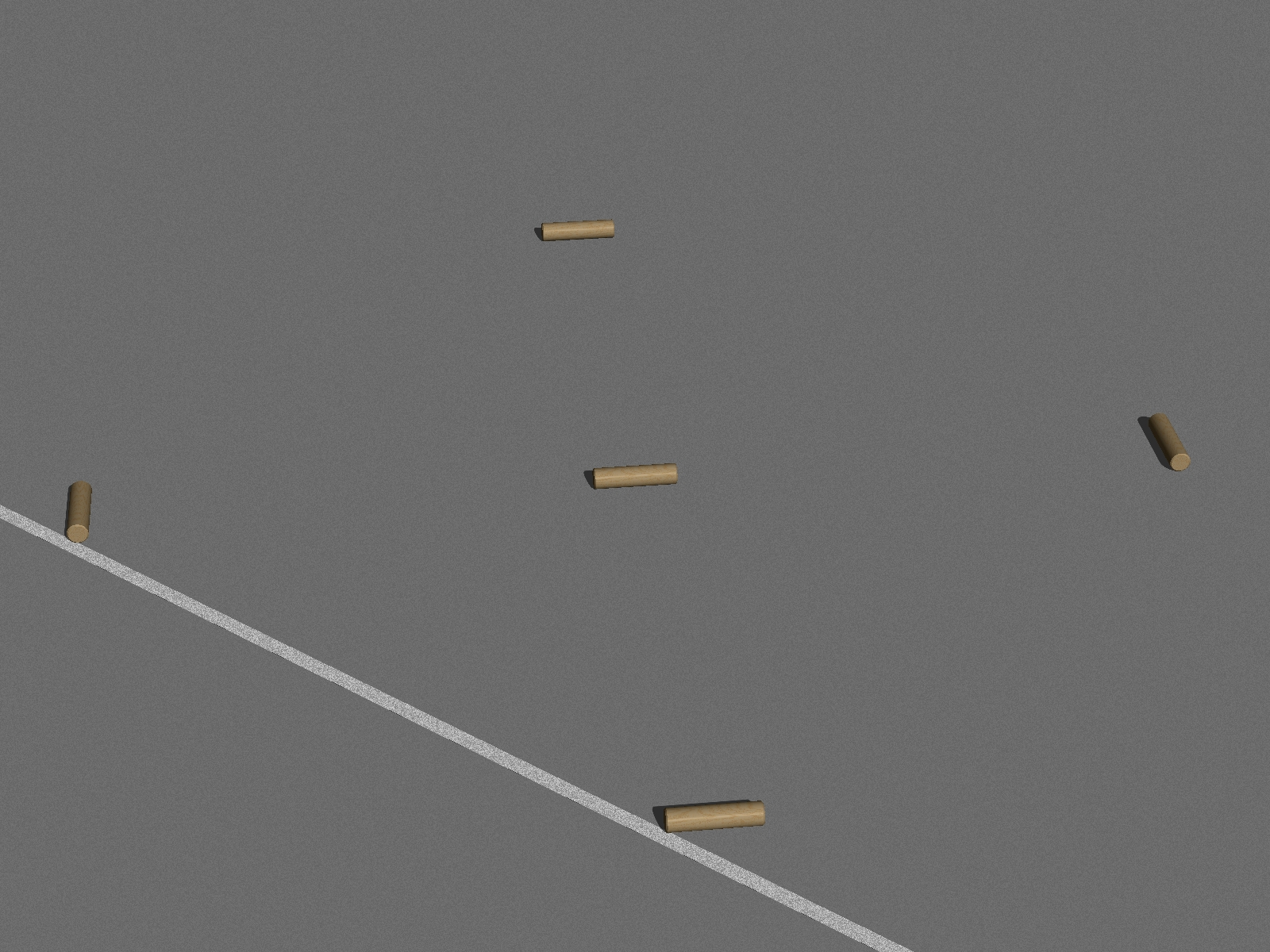
List

## Historia

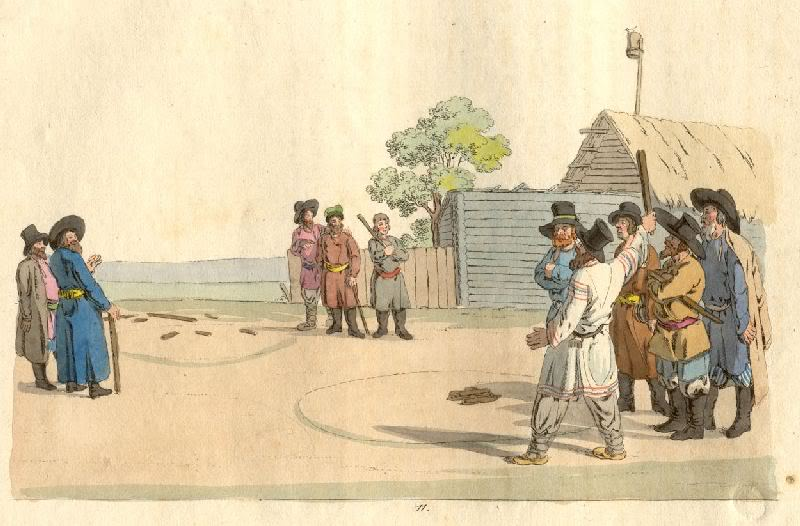
Rosyjscy chłopi podczas gry. Rycina Ch. Geisslera z 1805.

Gra należy do najstarszych sportów w Europie i jest prawdopodobnie najstarszym znanym sportem wśród Słowian. Miasteczka pojawiały się już w staroruskich legendach, a z czasów Rusi Kijowskiej pochodzą pierwsze pisemne wzmianki o rozgrywkach przypominających gorodki. Jednak dopiero w XVIII wieku i na początku XIX gra stała się masowa i bardziej zbliżona do rozgrywek współczesnych.
Zasady skodyfikowano w 1923 przy okazji pierwszych zawodów All-Union w Moskwie. Nowe zasady (w tym ustalenie liczby gorodków na piętnaście) wprowadzono w 1933.
Według oficjalnych szacunków w latach 60-70. XX wieku w ZSRR liczba  graczy wynosiła ok. 350 tys. osób. Później liczba ta znacząco spadła, ale od początku XXI wieku popularność gry ponownie wzrasta. Obecnie co roku rozgrywane są Puchar Miast Europejskich oraz Mistrzostwa Świata.

## Panteon sław
Mimo że gra wywodzi się od ludowych rozgrywek to na przestrzeni wieków cieszyła się popularnością wśród najwybitniejszych Rosjan. Do miłośników gry należeli m.in.: car Piotr I Wielki, pisarz Lew Tołstoj, fizjolog Iwan Pawłow oraz przywódcy komunistyczni Włodzimierz Lenin i Józef Stalin.